# Takinoo-jinja
Le sanctuaire Takinoo (滝尾神社, Taki-no-o-jinja), ou sanctuaire Takio, est un sanctuaire shinto situé à Nikkō dans la préfecture de Tochigi au Japon. Il est affilié au sanctuaire Futarasan de la même ville, et fait partie des sanctuaires et temples de Nikkō inscrits au patrimoine mondial de l'humanité depuis 1999.

## Situation
Le sanctuaire Takinoo est un lieu saint de la religion shintō situé à Nikkō, sur l'île Honshū, au nord de l'agglomération de Tokyo, au Japon. Environ 1 km au nord du sanctuaire Futarasan, ses bâtiments se dressent dans un forêt près du ruisseau Tengu, un affluent de la rivière Inari qui vient grossir la rivière Daiya dans le centre-ville de Nikkō.

## Description
Le sanctuaire présente les éléments architecturaux habituels d'un sanctuaire shintō tels qu'un escalier de pierre menant à l'intérieur du sanctuaire, un portail d'entrée, torii, un bâtiment principal, le shinden, et un haiden, bâtiment du culte.

### Entrée du sanctuaire
Derrière le sanctuaire Futarasan, un chemin forestier pavé conduit à la cascade de Shiraito, une section du ruisseau Tengu haute de 10 m aussi connue sous le nom de cascade Takinoo,,. Sur la rive gauche du ruisseau, une colonne en pierre, sur laquelle les sinogrammes formant le nom du sanctuaire sont gravés, annonce un escalier de plusieurs dizaines de marches faites de pavés. Au sommet de l'escalier, le chemin pavé se prolonge jusqu'au torii marquant l'entrée du domaine sacré du sanctuaire Takinoo.

## Histoire
Le sanctuaire Takinoo a été construit en 820, à l'initiative de Kōbō-Daishi, 
moine bouddhiste fondateur de l'école Shingon.
En 1902, le passage d'un typhon provoque une crue importante de la rivière Inari dont les débris rocheux qu'elle charrie endommagent des habitations et des terres cultivées le long de son cours inférieur. Près d'une berge du ruisseau Tengu, le bâtiment principal du Takinoo-jinja est détruit. Il est reconstruit par la suite, à bonne distance du cours d'eau.